# Томаш Тараба
Томаш Тараба (словац. Tomáš Taraba; нар. 13 лютого 1980, Братислава) — словацький бізнесмен і політик, з 25 жовтня 2023 року віцепрем'єр-міністр і міністр навколишнього середовища Словаччини в уряді Роберта Фіцо.
Колишній голова партії «Життя». З 2020 року є членом парламенту Словаччини, обраний від партії Котлеба — Народна партія Наша Словаччина. В минулому член парламентського комітету з питань культури та медіа.

## Освіта
- 1994—1998: Гімназія Пезінок
- 1998—2003: факультет мистецтв Університету Коменського в Братиславі[2] — політологія (магістр)
- 1999—2006: Факультет національної економіки, Економічний університет в Братиславі (диплом інженера)
- 2001—2003: Університет Регенсбурга — бізнес-менеджмент[4]

## Професійна діяльність
- 2003: Менеджер продукції — Європейські інвестори
- 2004—2006: учасник переговорів щодо інвестиційних проєктів — Словацьке агентство з інвестицій та розвитку торгівлі (SARIO)
- 2006—2019: Менеджер у приватній сфері[4]

У минулому Тараба вів бізнес з Петром Кошем та Мареком Трайтером.

## Політична кар'єра
У 2006 році працював у SARIO у відділі прямих іноземних інвестицій.
Томаш Тараба є співзасновником політичної партії «Християнська демократія — життя і процвітання», яка згодом була перейменована в «ЖИТТЯ — НС». Був головою партії з вересня 2019 року по липень 2023 року.
На парламентських виборах 2020 року був обраний до парламенту Словаччини від «Народної партії Котлеби», проте ніколи не був членом партії. Крім нього, за списком партії «ЖИТТЯ» також були обрані депутати Штефан Куффа та Філіп Куффа. У парламенті працював у Комітеті з питань культури та засобів масової інформації.
Після політичних розбіжностей з депутатом Міланом Мазуреком незабаром після лютневих парламентських виборів він покинув парламентський клуб «НПК» у травні.
В парламенті Словаччини Томаш Тараба був одним з найбільших критиків уряду Матовича, на переговорах під час коаліційної кризи в березні 2021 року висловлював можливу підтримку уряду меншості (після виходу з коаліції більш ліберальних партій SaS і «За народ»), також відносить себе до пролайфівських депутатів. Однак у 2022 році проголосував на підтримку уряду.
У 2023 році подав у відставку з посади голови Національної партії «ЖИТТЯ» і балотувався як незалежний кандидат за списком SNS на парламентських виборах 2023 року. Після того, як президент не погодився з кандидатурою Рудольфа Гуляка на посаду міністра екології, він був обраний альтернативним кандидатом в уряді Роберта Фіцо.